# Ignjat Job
Ignjat Job (Dubrovnik, 28. ožujka 1895. – Zagreb, 28. travnja 1936.), hrvatski slikar čiji je opus neizostavan dio hrvatskoga modernoga slikarstva, poglavito njegov »spontani ekspresionizam«, koji pripada vrhu hrvatskoga ekspresionizma. 

## Životopis
U Dubrovniku je polazio gimnaziju (1906. – 1910.) i bavio se glumom. Potkraj 1912. pristupio je kazališnoj družini u Nišu, u lipnju 1913. vratio se u Dubrovnik, a 1914. zbog protuaustrijske orijentacije uhićen i otpremljen u šibenski zatvor te duševnu bolnicu, gdje je simulirajući ludilo ostao do rujna 1916., potom se vratio u Dubrovnik. 
U razdoblju 1917. – 1920. studirao je na Akademiji likovnih umjetnosti (ALU) u Zagrebu (Ferdo Kovačević, Oton Iveković, Menci Klement Crnčić), ali je isključen zbog neredovita pohađanja nastave. 
Od 1920. boravio je u Italiji (Rim, Napulj, Capri), potkraj 1921. slikao u atelijeru P. Križanića u Zagrebu, od 1923. živio je na Lopudu, od 1924. u Beogradu. Godine 1925. obolio je od tuberkuloze pa je ljeto proveo na Ovčaru, a potom se s obitelju preselio u selo Kulinu ispod Jastrepca nedaleko Kruševca. Tamo je, u drvu pretežno u malom formatu, po sjećanju obrađivao primorske teme, a 1927. vratio se u Dalmaciju.
Živio je u Vodicama, od 1928. u Supetru, 1933. u Lumbardi i Splitu, 1934. – 1936. u Komiži, Splitu, Beogradu, Hvaru, Supetru te Zagrebu, gdje je 1935. – 1936. nastavio studij slikarstva na ALU (Marino Tartaglia). 
Umro je od tuberkuloze 28. travnja 1936. godine.

## Djela
Njegovo slikarstvo, izgrađeno na naglašenoj osjećajnosti i izražajnosti oblika i boje, izrasta iz tragičnoga (smrt brata i sina, duševna previranja, bolest i neimaština) i strastvenoga doživljaja života. Slikao je u ulju dalmatinske krajolike i žanr-prizore te portrete i mrtve prirode. Nadahnjivao se slikarstvom P. Bruegela, B. Čikoša Sesije, J. Ensora, P. Gauguina, Van Gogha, F. Goye, A. Kubina, E. Muncha, J. Račića, romanom F. M. Dostojevskoga Braća Karamazovi, novelama I. S. Turgenjeva Lovčevi zapisi. 
U prvim radovima, simbolističkoj kompoziciji Krist i veliki inkvizitor (1917., ulje, MG u Rijeci) i crtežima naglašene dinamike (Luđaci u dvorištu, o. 1916., tuš, Kabinet grafike HAZU u Zagrebu; Kraj svijeta, 1918, ugljen, akvarel, MG u Zagrebu; Autoportret, akvarel, tuš, Čovjek pregažen sudbinom, olovka, 1919.), naznake su ekspresionizma. 
Za boravka u Italiji 1921. nastaju dvije antologijske slike, simbolističko-ekspresionistička Ribari na Capriju, jedna od najljepših slika naše secesijske romantike (G. Gamulin, 1988.) i zgusnuto modelirana Santa Maria (MG u Zagrebu), kojom se približio magičnomu realizmu, te Berba naranača, prikaz shematizirane klasične idile. Iz razdoblja 1921. – 1925. malo je poznatih radova (portret supruge Živke Cvetković, 1922. – 1923., Galerija umjetnina »Branko Dešković«, Bol, GUB). Na Lopudu su nastale dvije slike iz ribarskoga života, Ribar (1923.) i dinamična figuralna kompozicija snažna kolorita Lov na svijeću (1924.), koja formatom i nekim stilskim elementima najavljuje minijaturne kompozicije (K. Prijatelj, 1967). 
U razdoblju 1925. – 1927. u Kulini nastaju ulja na drvu maloga formata sa žanr-prizorima iz primorskoga života i mitskom idealizacijom Mediterana (Primorsko selo, Berba u primorskom selu, obje Umjetnička galerija Dubrovnik, UGD; Izlet, Galerija umjetnina, Split, GUS; Branje gljiva, Nedjelja na otoku, MSU u Beogradu); tim je ciklusom »minijaturnog stila« (Gamulin) dao magično-realistički i neoklasicistički prinos hrvatskomu slikarstvu 1920-ih. Rano stvaralačko razdoblje zaključio je melankoličnom i jednostavno oblikovanom slikom Molitva (1927. – 1928., GUB), nastalom u duhu likovnih vrijednosti talijanskoga slikarstva kakve su zastupane u časopisu Valori plastici. Napustivši jednostavne volumene i prigušenu paletu, okreće se izrazitu kolorizmu i nesputanu rukopisu te razvija »spontani ekspresionizam« (Gamulin) potaknut Van Goghovim slikarstvom. 
Od 1928. ostvaruje najvrjedniji i najveći dio opusa, uglavnom u Supetru, gdje isprva usvaja vangoghovski rukopis (Suncokreti, 1928, GUB; Moj dom u Supetru, 1929, GUS; Šjor Bepo, 1929, UGD; Masline, 1929. – 1930., GUB), potom razvija svoj prepoznatljivi likovni izraz u krajolicima (Pejzaž s Brača, 1930. – 1931., UGD; Pejzaž s crkvom, 1931., MG u Zagrebu) i prizorima iz svagdanjega života primorskoga mjesta (Lovački piknik, 1930., GUS; Na terasi, 1931. – 1932., GUB). 
Vrhunac izražajnosti doseže djelima nastalim u Lumbardi (Vela Glavica I, 1933, MG u Zagrebu; Luka u Lumbardi, Vela Glavica II, 1933.) i figuralnim kompozicijama s naglašeno deformiranim likovima (Tučnjava u gostionici, 1932, GUS; Pijanci II, 1934; U krčmi, 1935). Nesputan motivom, vizije ostvaruje žarkim pulsirajućim koloritom i spontanim ritmom širokih poteza (Kameni stol, GUS; Masline, UGD; Moj dom; Supetar na Braču II, MG u Zagrebu, sve 1935.), a nositeljem izraza postaje boja (Turnanje vina, 1935., MG u Zagreb). 
Rukopis i sjaj boje snažni su i u mrtvim prirodama (Škarpina, 1930. – 1931., GUB). 
Portreti mu se odlikuju neposrednošću i sažetom karakterizacijom (Autoportret sa šeširom, 1928. – 1929., Autoportret, 1931., GUB; Autoportret poslije bolesti, 1931.; Portret Branka Deškovića, 1933. – 1934.; Portret Nevenke Đorđević, 1935., GUB; Portret Mirka Uzorinca, 1935., MG u Rijeci). 
Malobrojne aktove stvarao je brzim i sumarnim potezima postižući izrazit erotski naboj (Ženski akt – Liza Križanić, 1931., GUB; Ležeći akt, 1934). 

## Izložbe
Izlagao je samostalno u Splitu (1929. – ciklus Supetarski motivi; 1931.), a skupno na izložbi Umjetničke škole (Zagreb 1919.), Nezavisnih umjetnika (Zagreb 1923.), Proljetnom salonu (Zagreb 1923.), Jadranskoj izložbi (Split 1925.), Jugoslovenskoj umetničkoj izložbi (Novi Sad 1927.), izložbama Udruženja Cvijete Zuzorić (Beograd 1929. – 1930., 1932. – 1933.), skupine Oblik (Beograd 1929., 1931. – 1933., 1935.; Zagreb 1933; Prag 1934), Izložbi jugoslavenskog slikarstva i kiparstva (London 1930.) te izložbama Zagrebačkih umjetnika (Zagreb 1934–36). Posmrtno su mu priređene samostalne izložbe u Beogradu (1937, 1958, 1961. s J. Bijelićem i P. Dobrovićem), Splitu (1937., 1957., 1996.), Zagrebu (1937., 1958., 1968., 1997.), Dubrovniku (1957., 1971. – 1972.), Ljubljani (1957.), Rijeci (1957.), Zadru (1957.) i Supetru (1997.) te djela izlagana na izložbama Pola vijeka hrvatske umjetnosti (Zagreb 1938.), Hrvatski umjetnici u NDH (Zagreb 1944.), Pola vijeka jugoslavenskog slikarstva (Zagreb 1953.), Od Vlaha Bukovca do Ljube Ivančića (Split 1960.), Ivan Galić i njegov salon (Split 1961.), 60 godina slikarstva i kiparstva u Hrvatskoj (Zagreb 1961.), Trijenale u Beogradu (1961.), Moderna hrvatska umjetnost (Željezno 1966.), Umjetnost na tlu Jugoslavije (Pariz 1971), Počeci jugoslovenskog modernog slikarstva (Beograd 1972. – 1973.), Autoportret u novijem hrvatskom slikarstvu (Osijek, Zagreb 1977.), Erotika u hrvatskom slikarstvu, crtežu i grafici (Zagreb 1977.), 100 godina moderne umjetnosti u Dubrovniku (Dubrovnik 1978.), Mrtva priroda u novijem hrvatskom slikarstvu (Osijek 1979.), Hrvatski vedutisti od Bukovca do danas (Dubrovnik 1981.), Lik – figura u novijem hrvatskom slikarstvu (Osijek 1981. – 1982.), Svjetla i boje Dubrovnika (Zagreb 1988.), Pejzaž u modernom hrvatskom slikarstvu 1890. – 1990. (Milano 1991.), Hrvatska moderna (Rijeka 1992.), Realizmi dvadesetih godina i hrvatsko slikarstvo (Zagreb 1994.), 125 vrhunskih djela hrvatske umjetnosti (Zagreb 1996.), Zbirka Kanižaj (Zagreb 1996.), Antologijska djela Galerije umjetnina Split (Split 2001). 

## Ostala djela
- Kopači
- Masline
- Moj dom u Supetru

## Vanjske poveznice

### Sestrinski projekti
|  | Zajednički poslužitelj ima još gradiva o temi Ignjat Job |